# Oficiul Ceh de Statistică
Oficiul Ceh de Statistică sau Biroul de Statistică Ceh (în cehă Český statistický úřad, prescurtat ČSÚ) este o autoritate centrală a administrației de stat a Republicii Cehe. Este un birou independent de guvernul țării, ale cărui principale sarcini sunt colectarea, prelucrarea și diseminarea datelor statistice și organizarea alegerilor în Republica Cehă și recensământul populației.

## Istorie
Începuturile serviciului de statistică organizat în Cehoslovacia datează din 28 ianuarie 1919, când Adunarea Națională a Republicii Cehoslovace a aprobat Legea cu privire la Serviciul de statistică (nr. 49/1919 „privind organizarea serviciului de statistică”). Legea a definit noul birou denumit Oficiul de Statistică de Stat ca o instituție de stat cu drepturile și obligațiile sale.
Sarcina principală a biroului a fost colectarea și publicarea datelor demografice, sociale și economice de bază privind dezvoltarea societății cehoslovace.
Dobroslav Krejčí a fost primul președinte al biroului. În 1961, Oficiul de Stat de Statistică și Comisia Centrală de Control al Poporului au fost comasate în Oficiul Central de Control și Statistică de Stat. Oficiul de Stat de Statistică a devenit din nou independent în 1967, dar din 1969 a fost transformat în Oficiul Federal de Statistică.
Oficiul Ceh de Statistică a fost înființat în 1969, când a fost creat prin Legea Consiliului Național Ceh nr. 2/1969 ca organism al Republicii Socialiste Cehe.
După dizolvarea Cehoslovaciei în 1993, Oficiul Ceh de Statistică a preluat unele dintre atribuțiile Oficiului Federal de Statistică.
În 1995, obligațiile și competentele sale au fost revizuite prin noua Lege nr. 89/1995.

## Sedii

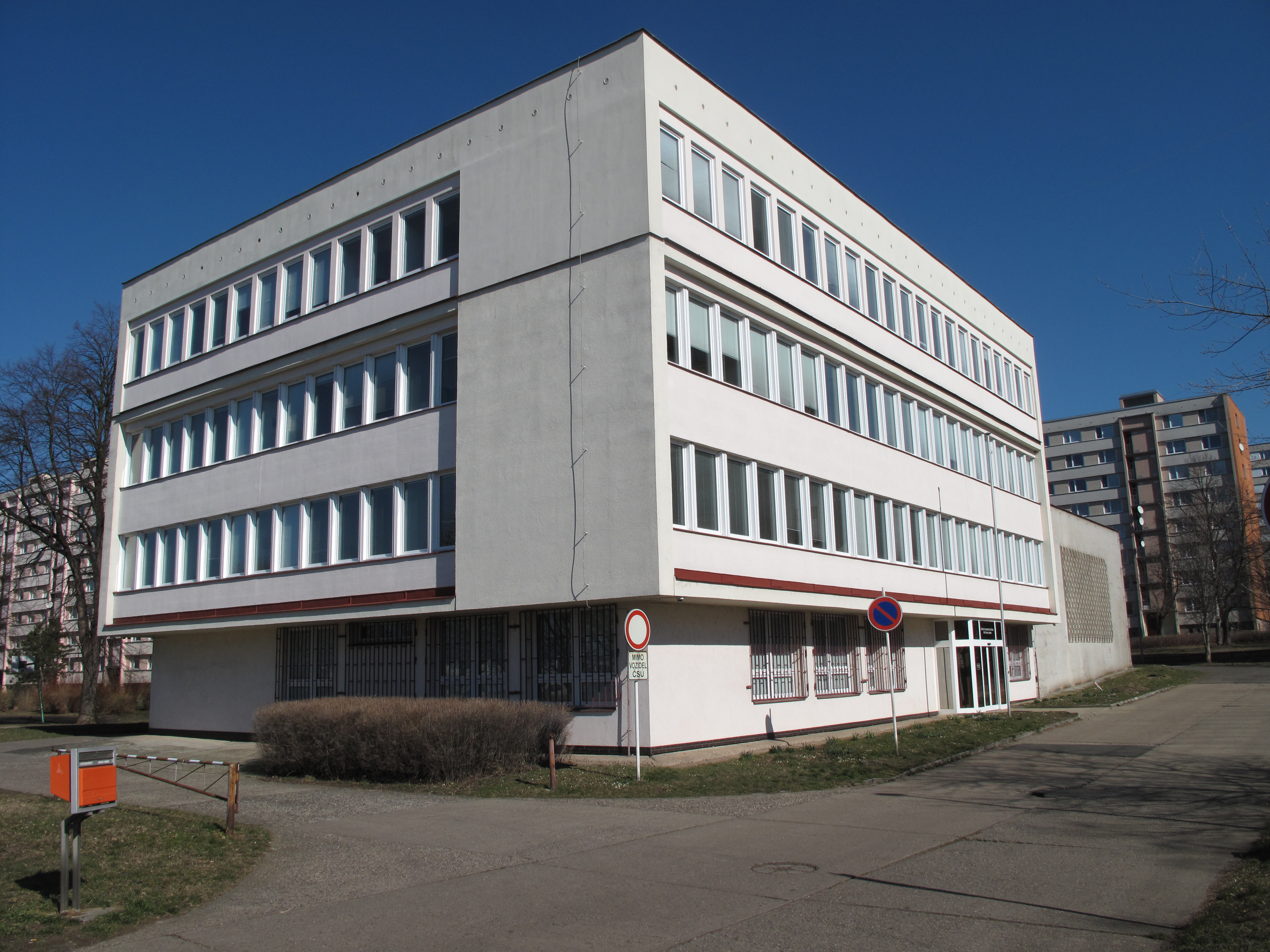
Filiala Oficiului Ceh de Statistică din regiunea Ústí nad Labem

Până în 2002, Oficiul Ceh de Statistică a avut sediul în Praga 8 - Karlín⁠(d). Ca urmare a inundațiilor europene din 2002, clădirea a fost distrusă, iar biroul a fost mutat într-o clădire nouă din Praga 10 - Strašnice⁠(d), care a fost deschisă la 29 ianuarie 2004.
Pe lângă sediu, biroul are o filială în fiecare regiune a Republicii Cehe (cu excepția Regiunii Boemia Centrală, a cărei filială este parte a sediului din Praga).

## Lista președinților
- 1969–1987: Jiří Antoš
- 1987–1989: Ladislav Říha
- 1990–1993: Eduard Souček
- 1993–1999: Edvard Outrata
- 1999–2003: Marie Bohatá
- 2003–2010: Jan Fischer⁠(d)
- 2010–2017: Iva Ritschelová⁠(d)
- 2018–prezent : Marek Rojíček